# Europarlamentari dell'Ungheria della VIII legislatura
Gli europarlamentari dell'Ungheria della VIII legislatura, eletti in occasione delle elezioni europee del 2014, sono stati i seguenti.

## Composizione storica
| Europarlamentare   | Lista                                  | Gruppo    |
| ------------------ | -------------------------------------- | --------- |
| Zoltán Balczó      | Movimento per un'Ungheria Migliore     | NI        |
| Andrea Bocskor     | Fidesz - Unione Civica Ungherese       | PPE       |
| Andor Deli         | Fidesz - Unione Civica Ungherese       | PPE       |
| Tamás Deutsch      | Fidesz - Unione Civica Ungherese       | PPE       |
| Norbert Erdős      | Fidesz - Unione Civica Ungherese       | PPE       |
| Kinga Gál          | Fidesz - Unione Civica Ungherese       | PPE       |
| Ildikó Gáll-Pelcz  | Fidesz - Unione Civica Ungherese       | PPE       |
| András Gyürk       | Fidesz - Unione Civica Ungherese       | PPE       |
| György Hölvényi    | Partito Popolare Cristiano Democratico | PPE       |
| Benedek Jávor      | Insieme 2014                           | Verdi/ALE |
| Ádám Kósa          | Fidesz - Unione Civica Ungherese       | PPE       |
| Béla Kovács        | Movimento per un'Ungheria Migliore     | NI        |
| Tamás Meszerics    | La Politica può essere Diversa         | Verdi/ALE |
| Csaba Molnár       | Coalizione Democratica                 | S&D       |
| Krisztina Morvai   | Movimento per un'Ungheria Migliore     | NI        |
| Péter Niedermüller | Coalizione Democratica                 | S&D       |
| György Schöpflin   | Fidesz - Unione Civica Ungherese       | PPE       |
| József Szájer      | Fidesz - Unione Civica Ungherese       | PPE       |
| Tibor Szanyi       | Partito Socialista Ungherese           | S&D       |
| László Tőkés       | Fidesz - Unione Civica Ungherese       | PPE       |
| István Ujhelyi     | Partito Socialista Ungherese           | S&D       |

## Modifiche intervenute

### Fidesz - Unione Civica Ungherese
- In data 15.09.2017 a Ildikó Gáll-Pelcz subentra Lívia Járóka.